# Kamptobaatar kuczynskii
Kamptobaatar kuczynskii — вид викопних ссавців ряду Багатогорбкозубі (Multituberculata). Це були дрібні, травоїдні, гризуноподібні ссавці. Вони жили в епоху динозаврів, у кінці крейди на території Центральної Азії. Скам'янілі рештки (голотип ZPal MgM-I/33, ювенільний череп з розбитими вилицевими дугами) знайдені у відкладеннях формації Дядохта у Монголії, датуються віком 85-70 млн років. Череп мав довжину близько 2 см (0,79 дюйма), у той час як вся тварина була близько 10 см (3,9 дюйма) завдовжки.